# Euporus gracilis
Euporus gracilis är en skalbaggsart som beskrevs av Hintz 1919. Euporus gracilis ingår i släktet Euporus och familjen långhorningar. Inga underarter finns listade i Catalogue of Life.